# مايكل مالاركي
مايكل مالاركي (بالإنجليزية: Michael Malarkey)‏ (ولد في 21 يونيو 1983) هو ممثل ومغني أمريكي بريطاني اشتهر بدور انزو من مسلسل يوميات مصاص دماء.

## طفولته
ولد في بيروت ، لبنان لأب أميركي إيرلندي وأم بريطانية من أصول فلسطينية وإيطالية. استقرت عائلته في يلو سبرينغز بولاية أوهايو. هو الأكبر من بين ثلاثة أشقاء. في عام 2006 ، سافر إلى إنجلترا للدراسة في أكاديمية لندن للموسيقى والفنون المسرحية.

## الأعمال
- يوميات مصاص دماء (2009)
- (2019) كتاب المشروع الأزرق

## وصلات خارجية
- مايكل مالاركي على موقع IMDb (الإنجليزية)
- مايكل مالاركي على موقع ألو سيني (الفرنسية)
- مايكل مالاركي على موقع ميوزك برينز (الإنجليزية)
- مايكل مالاركي على موقع قاعدة بيانات الفيلم (الإنجليزية)
- مايكل مالاركي على موقع كينوبويسك (الروسية)